# Jacqueline Gadsden
Jacqueline Gadsden (3 de agosto de 1900-10 de agosto de 1986) fue una actriz estadounidense que trabajó durante la era del cine mudo. Originaria del Sur de California, nació en Lompoc, California, siendo hija de Gerald F. y Jessie H. (Salter) Gadsden, Gadsden es conocida por interpretar a Adela Van Norman, en la película It (1927), protagonizada por Clara Bow. Gadsden se casó con William Harry Dale, a mediados de 1924. En varias películas, Gadsden llegó a ser acreditada como Jacqueline Gadsdon, en 1929, Gadsden decidió usar el nombre de Jane Daly en dos películas. Gadsden murió en San Marcos (California) en 1986, una semana después de haber cumplido 86 años. 

## Filmografía
- Cordelia the Magnificent (1923)
- Skid Proof (1923)
- Big Dan (1923)
- The Man Who Won (1923)
- A Chapter in Her Life (1923)
- The Goldfish (1924)
- His Hour (1924) - Tatiana Shebanoff
- The Wife of the Centaur (1924)
- The Flaming Forties (1924)
- Man and Maid (1924)
- Ridin' the Wind (1925)
- The Merry Widow (1925)
- The Show (1927)
- It (1927)
- The Thirteenth Hour (1927)
- Beyond London Lights (1928)
- The City of Purple Dreams (1928)
- Red Hair (1928)
- West of Zanzibar (1928)
- City of Purple Dreams (1928)
- A Bit of Heaven (1928)
- Forbidden Hours (1928)[1][2]
- Beyond London Lights (1928)
- The Bellamy Trial (1929)
- The Quitter (1929)
- The Mysterious Island (1929)[3]